# تأثير موسباور

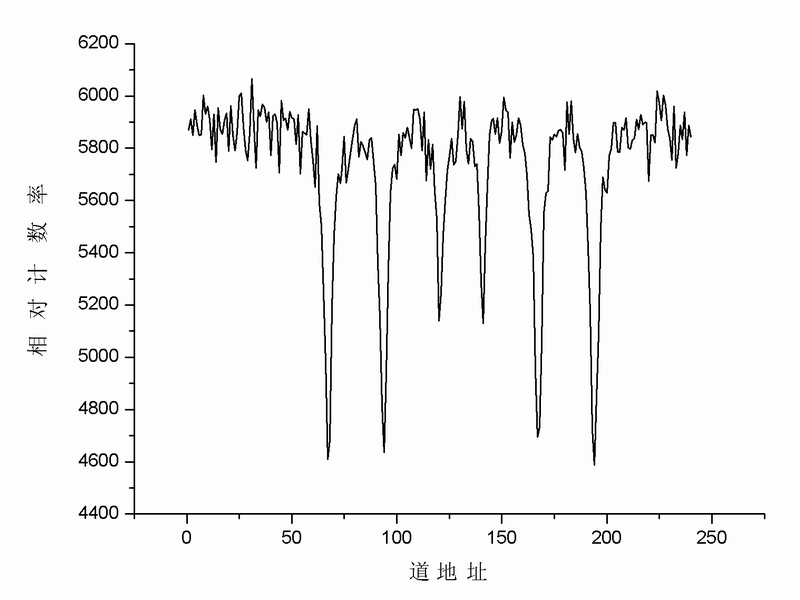

تأثير موسباور في الفيزياء (بالإنجليزية: Mößbauer Effekt) هو تأثير اكتشفه العالم الألماني ردولف موسباور يرتبط بإصدار أحد الأنوية إشعاع غاما أو امتصاص النواة لأشعاع غاما بدون حدوث حركة عكسية للنواة من جراء ردة الفعل. ويحدث ذلك عندما تكون الذرة مرتبطة في بناء بلوري حيث يتوزع رد الفعل الناشئ على ذرات الهيكل البلوري كله. وبالربط بين أصدار النواة وامتصاصها لشعاع غاما توصل موسباور إلى طريقة للتحليل الطيفي متناهية الدقة تسمح بقياس تغير طفيف في طاقة الكم [Quanta]. بهذا الاكتشاف حاز موسباور على جائزة نوبل للفيزياء عام 1961.

## طبيعة إشعاع غاما
منذ مطلع القرن العشرين يعرف العلماء ان أشعة غاما من خواص العناصر ذات النشاط الإشعاعي وأنها أشعة شديدة النفاذ في المواد. وبعكس ظاهرة النشاط الإشعاعي التي تصدر فيه النواة الذرية أشعة {\displaystyle \alpha } أو {\displaystyle \beta } وتتغير، فلا يغير إصدار شعاع غاما النواة ويبقى العنصر على حاله. وكل ما هنالك هو أن الطاقة المخزونة في النواة تغادرها في صورة شعاع غاما. وذلك مثلما يحدث للإلكترون عندما ينتقل من مستوي طاقة عالية إلى مستوي منخفض عن طريق إصدار فوتونا ضوئيا. وإذا كانت النواة في الحالة الأرضية التي تتميز بنهاية صغرى للطاقة، فإنها في نفس الوقت تستطيع امتصاص شعاع غاما وتصبح في حالة إثارة.
ونعرف من البحوث النظرية أن شعاع غاما يتصف بتردد عالي الدقة. وهذا بالفعل ما نجده عمليا أن شعاع الغاما له تردد دقيق جدا وهذا يرجع إلى أنه يصدر عند انتقال النواة من مستوي للطاقة عال إلى مستوي آخر منخفض.
وبسبب الطاقة العالية التي يحملها شعاع غاما فإن الذرة التي تصدره تعتريها ردة الفعل. وردة الفعل هذه التي تحدث للنواة تعمل على تخفيض تردد شعاع غاما الصادر وبالتالي طاقته، وهذا يشبه ما يحدث في تأثير دوبلر. وبناء على ذلك فلكي تمتص نواة شعاع غاما صادرا من نواة أخرى لا بد وأن تتحرك النواتان تجاه بعضهما بسرعة تساوي ضعف سرعة ردة الفعل. (ونقول ضعف سرعة ردة الفعل لأن النواة الممتصة للشعاع تنزاح هي الأخرى عن موضعها بسبب ردة فعل عملية الامتصاص.)

## اقرأ أيضا
- تجربة باوند-ريبكا
- فلورية رنين نووي
- مقطع تصادم (فيزياء)
- مقطع نووي
- مقطع نيوتروني
- نفاذية (علم البصريات)
- Attenuation
- أشعة سينية عالية الطاقة
- معامل التهدئة
- طيف امتصاص
- حيود